# راؤول ألبرتو ساليناس
راؤول ألبرتو ساليناس (بالإسبانية: Raúl Alberto Salinas)‏ (16 أكتوبر 1978 بمدينة مكسيكو في المكسيك - ) هو لاعب كرة قدم مكسيكي في مركز الدفاع. لعب مع نادي أمريكا ونادي أونيفرسيداد ناسيونال ونادي نيكاكسا.

## وصلات خارجية
- راؤول ألبرتو ساليناس على موقع قاعدة بيانات كرة القدم.إي يو (الإنجليزية)